# Сухой Лог (приток Никитихи)
Сухой Лог — река в Алтайском крае России. Устье реки находится в 6 км от устья по правому берегу реки Никитиха.

## Данные водного реестра
По данным государственного водного реестра России относится к Верхнеобскому бассейновому округу, водохозяйственный участок реки — Алей от Гилёвского гидроузла и до устья, речной подбассейн реки — бассейны притоков (Верхней) Оби до впадения Томи. Речной бассейн реки — (Верхняя) Обь до впадения Иртыша.